# Les Fleurs du Mal

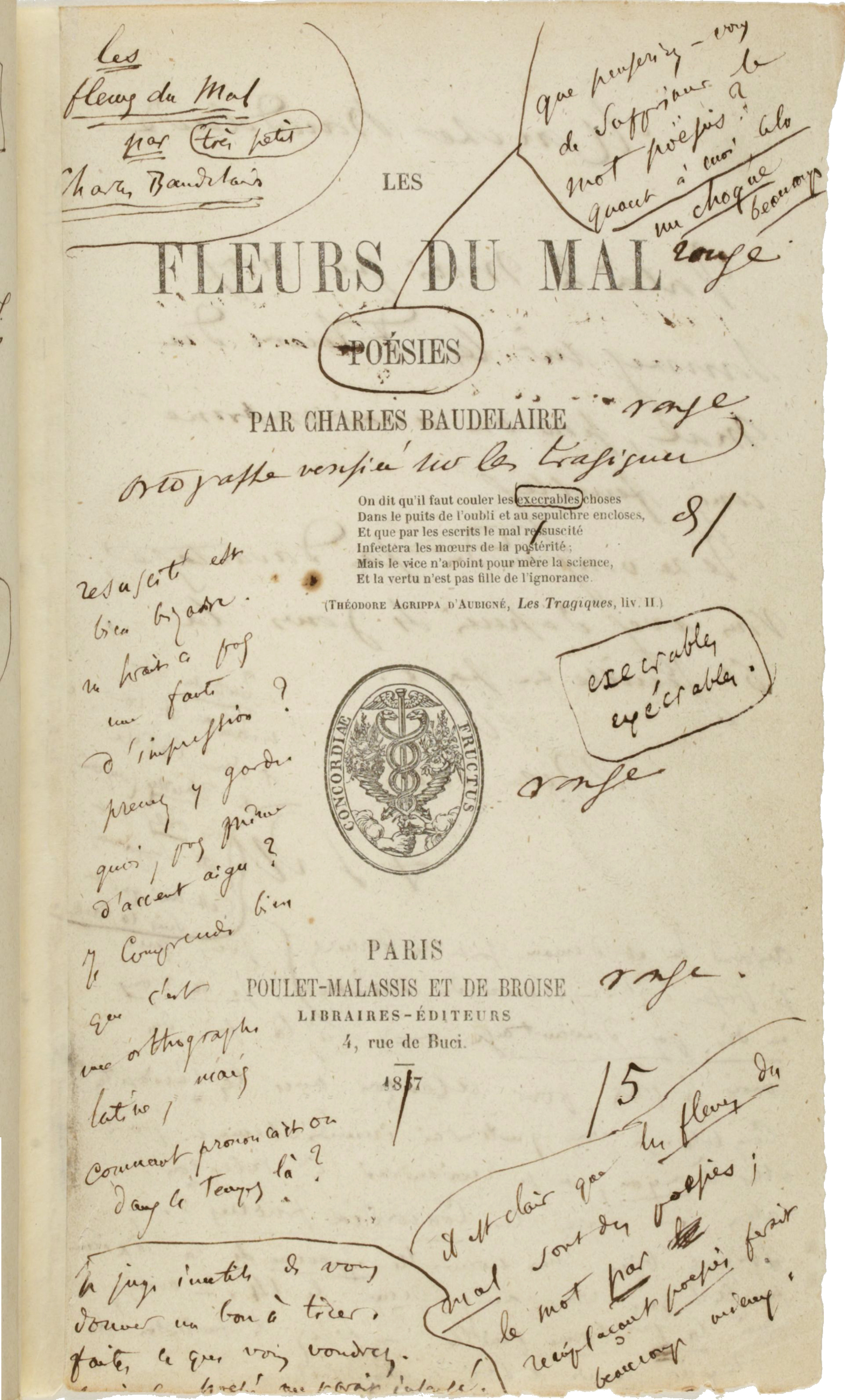
Ausgabe der Fleurs du Mal von 1857, Probeabzug der Titelseite mit Anmerkungen Baudelaires

Les Fleurs du Mal (traditioneller deutscher Titel: Die Blumen des Bösen) ist ein Gedichtband Charles Baudelaires, der von 1857 bis 1868 in drei Fassungen wachsenden Umfangs und unterschiedlicher Anordnung herausgegeben worden ist. Die Erstausgabe führte zu einem gerichtlichen Verfahren: Baudelaire wurde wegen Verletzung der öffentlichen Moral verurteilt und die weitere Veröffentlichung von sechs als anstößig bezeichneten Gedichten verboten.
Das dichterische Hauptwerk Baudelaires handelt vom Großstadtmenschen und dessen Ennui, einer mit Widerwillen, Unlust und Verdruss verbundenen Entfremdung gegenüber dem Dasein. Es beeinflusste, nach einer Phase versiegender Wahrnehmung, später stark das Schaffen Arthur Rimbauds, Paul Verlaines und Stéphane Mallarmés und gilt in der Literaturgeschichte als Ausgangspunkt der modernen europäischen Lyrik.

## Werk
Die Sammlung von ca. 100 Gedichten – einige davon sind ab ca. 1840 entstanden und teilweise schon vorher einzeln erschienen – stellt keine einfache Anthologie dar, sondern ein durchkomponiertes Ganzes und gilt als wegweisend für moderne Lyrik. Sie ist in fünf (1857) beziehungsweise in sechs (1861/68) quasi metaphorisch betitelten Abteilungen (Spleen et Idéal, Tableaux parisiens, Le Vin, Fleurs du Mal, Révolte, La Mort) angeordnet. Die Grundstimmungen der meisten Stücke sind, wie teils in der Romantik, Melancholie (Des Mondes Trauer, Herbstgesang) und Weltschmerz (Alchimie des Schmerzes, De profundis clamavi, Der Feind). Das überwiegend grundsätzlich pessimistische Lebensgefühl (Trübsinn) reicht von personalen Beziehungen bis zu transzendentalen Fragen: Die Trauer über das Ende einer Liebesbeziehung (Herbstgesang), die fehlende gegenseitige Liebe (Der Wiedergänger, Herbstsonett, Getrübter Himmel, Der Vampyr), die Trauer über das vom Tod überschattete Leben (Semper eadem, Das Bildnis), die Todessehnsucht (Schrecknis die mir lieb ist, Die Lust auf das Nichts, Besessenheit), die Doppelnatur des Menschen und das ambivalente Bild der Welt außerhalb eines in Träumen herbeigesehnten Paradieses ohne festen Glauben an eine Erlösung (Phantastische Radierung).
Den Kern der Gedichte bilden oft die Erfahrungen des mit autobiographischen Zügen ausgestatteten „Dichters“ bzw. des Sprechers (Lyrisches Ich) und seine Beobachtungen der Gesellschaft, vorwiegend ihrer Randexistenzen. Dies drückt der Autor v. a. in Raum- (Das Spiel) und Straßenatmosphären (Traum in Paris), Licht- und Naturmetaphern (Nebel und Schauer, Landschaft, Die Sonne) aus, mit auf- und absteigendem bzw. morbidem Wortfeld (verrinnen, verglüht, aufgefressen, gelähmt, müd, schlaff, fröstelnd, grausig, fahl, schaudern, hohl, bleich, dunstig usw.), Vanitas-Symbolik (Die gesprungene Glocke, Ein Stück Aas), Gegensatzpaaren wie Tag und Nacht, Herbst und Frühling, Himmel und Erde, Hoffnung und Scheitern: „Wenn morgendlich sich rot und silbern in den Schlemmern Der Tag dem Ideal, das sich benagt, gesellt, Wacht durch die Zauberkraft einer geheimen Welt Ein Racheengel auf in des Vertierten Dämmern“ (Die geistige Morgenröte) und „Die Sonne in des Aufgangs erster Frische“ steht dem „Grabeshauch“ entgegen, der „in der Finsternis empor[weht]“ (Der Romantische Sonnenuntergang – wie alle folgenden Belege in der Übersetzung von Carlo Schmid). Veranschaulicht werden Baudelaires Menschen- und Weltbilder häufig durch Beispiele aus der Bibel und der antiken Mythologie, z. B. Gott Vater und Sohn, Engel, Satan, Himmel und Hölle, Kain und Abel, Luna, Hermes, Danaiden (Die Tonne des Hasses), Sisyphus, Ikarus, Hippolyta, Andromache, Sappho, Lethe, Styx.
Die Welt ist bei Baudelaire, ganz im Sinne des aufkommenden Realismus der Großstadt, überwiegend hässlich und morbide, der Mensch erscheint hin- und hergerissen zwischen den christlich-platonisch aufgefassten Tendenzen Idéal und Spleen, zwischen den Mächten des Hellen und Guten und denen des Dunklen und sogar Satanischen. Dem bei Baudelaire ebenfalls zentralen Begriff des Ennuis gleich, hat Spleen den Charakter einer Sünde der Verdrossenheit, der Faszination des Ekelhaften und Bösen. Im Gegensatz dazu steht als Tugend das Ideal und die Sehnsucht danach. Stefan George hat das Begriffspaar mit Trübsinn und Vergeistigung übersetzt. Walter Benjamin definiert Spleen als „das Gefühl, das der Katastrophe in Permanenz entspricht.“
Die einzelnen Abschnitte des Gedichtbandes haben zwar thematische Schwerpunkte, sind jedoch durch das Welt- und Menschenbild des Sprechers und die ihm entsprechende Metaphorik miteinander vernetzt. Durchgehend erscheinen die ambivalenten Motive Traum und Wirklichkeit, Aufstieg und Absturz, Eros und Tod:
Traumphantasie vom Paradies und Wirklichkeit
Einige wenige Gedichte beschreiben das Liebesglück des Sprechers, meist erlebt er es nur in Sehnsuchtsbildern der Phantasie (Moesta et errabunda, Einer Kreolin), auf einer Reise nach einem fernen idealen Land (Einladung zu einer Reise) oder etwa bei einer zufälligen Straßenbegegnung mit einer Frau, die „schlank, in tiefer Trauer, stolzes Leid“ vorüberging. In ihr sieht er eine Seelenverwandte: „Dich hätte ich geliebt und du hast es gewusst“ (Auf eine die vorüberging). Im Gedicht Die Stimme versuchen zwei Stimmen den Sprecher zu beeinflussen: „Die Erde ist ein süßes Brot“ bzw. „Komm und in die Träume reise“, dorthin flüchtet er, wenn das „was ist“, ihm „gilt für Lügenschäume“. In Auf ein Mädchen von Malabar warnt der Sprecher ein indisches Mädchen aus ihrer unschuldigen Idylle nach Europa aufzubrechen: „Warum willst du, glücklich Kind, du jetzt denn zu uns kommen in übervolle Länder, die im Schmerz verkommen.“ Der Aufbruch des Kindes in eine Phantasiereise endet mit der Desillusionierung: „Wie groß sahn wir die Welt, wenn Lampen brannten, Und ach! Wie klein sieht sie Erinnerung.“ Denn „Ein Segler nach Ikarien ist die Seele“. Was „aus Städten, aus Gefilden blinkte, Kam nie geheimnisvollem Locken nach.“ Ebenso sieht er das Schöne im Gegensatz zur platonischen Ideenlehre auch in „Gesichter[n], drein der Wurm im Herzen Furchen frisst“ (Bezogenheiten).
Die Gier nach „prunkende[m] Ergötzen“ entlarvt sich als „Kindersinn, o Wahn!“: Es ist das „bitter Wissen, eingeheimst auf Reisen“, dass die „Welt, so klein und ewig einerlei […] Oase Grauns in Grames Wüstenei“ ist, was nur „Des Lotos Duftmahl“ vergessen macht. Daraus schließt der Sprecher auf die grundlegende existenzielle Situation aller Menschen: „Verlachenswertes Menschenvolk, in allen Breiten Bewundert dich in deines Krampfs Gezuck der Tod“ (Totentanz). In seiner Not befragt er den Repräsentanten des unschuldigen Ideals: „Engel voll heiteren Sinnes, sag: kennst du das Graun, Scham des Gewissens, der Sorge versehrende Mächte“ (Umkehrbarkeit). In einer Umkehrung dieser Befragung versucht der böse Fürst den Sprecher: Er will von ihm wissen, was ihm das Holdeste ist und veranlasst ihn zu einer Beschreibung seiner Vision „der teuren Makellosen, Die durch ihr Himmelsaug dir neues Blühn beschert“ (Sie ist ganz).
Nur in der „sanften Trunkenheit“ […] „kann man pflücken Die Wunderfrucht, nach der das Herz euch glüht“. Am Schluss des Gedichts Die Reise ruft er dem „alt[n] Schiffer Tod“ zu „die Anker lichte! Dies Land hier langweilt uns, o Tod. Auf Fahrt!“ Er will „ins Reich Des Unbekannten tauchen […] Ob Himmel oder Hölle gilt [ihm] gleich!“ (Die Reise) Dabei, so fürchtet er, könnte es „Gott […] vielleicht so gefügt“ haben, „Dass ewig wir den schweren Spaten In einem Land, das du nicht weißt, Mit blutendem und nackten Füßen In spröde Erde treten müssen“ (Der knöcherne Ackersmann). Typisch für die meisten Gedichte ist das irdische Leid der Menschen und die Desillusionierung des transzendenten Lebenssinns: Der Mensch ist ein Doppelwesen, jeder „hat in sich eine Schlange wohnen“ (Der Warner). Er ist auf sich selbst zurückgeworfen, denn der Himmel ist der „Deckel zu dem großen Kessel, wo unbemerkt und breit der Mensch verdampft“ (Der Deckel). „In einem fahlen Lichte gleitet Im Wirbel“ […]„Das Leben schamlos“ hin […] „und weiß nicht was“ (Tagesende).
Diese Enttäuschung über den Zustand der Welt verbindet sich in den Gedichten der 5. Abteilung mit der Empörung über eine ungerechte Weltordnung. So wird die Situation des vom Gottvater ungeliebten Kain der Abels gegenübergestellt: „Geschlechter Kains, erstürmt den Himmel Und stürzt zur Erde nieder Gott!“ (Abel und Kain) Entsprechend bewertet der Sprecher die vom Vater zugelassene Hinrichtung Jesus: „Gern lass ich eine Welt, wo folgerecht Die Taten nicht als Traumgeschwister kommen. Ich will das Schwert, um darin umzukommen! Petrus verriet den Herrn… nun er tat recht!“ (Die Verleugnung des Heiligen Petrus). Er leidet unter der „Wollust, [der] Marter der Seelen“ (Das Gebet eines Heiden) und verweigert sich dem „vom Blau“ herabstürzenden und ihn „mit Riesenfäusten“ züchtigenden Engel: „Und ich will nicht!“ (Der Empörer).
Aufstieg und Absturz
Selten bleibt es in Baudelaires Gedichten allein beim Aufstieg: „Glücklich wer hinter Verdrusse und Leid, Die schwer auf das Dunstmeer des Daseins sich schmiegen, Mit kräftigem Flügel kann steigen und fliegen Zu den Gärten des Lichts und der Heiterkeit“ (Aufschwung). Albatros, der „König der Wolke“, wird mit einem Dichter verglichen, der seine Erfüllung erst findet, wenn er sich aus fauligen Schäumen zu den „Gärten des Lichts“ aufschwingt (Aufschwung, Ikarische Klage) und sich in „oberen Lüften“ blank wäscht.
Meistens jedoch folgt dem Aufschwung der Absturz, z. B. des vom Schiffsvolk eines „auf bittrem Strudel“ gleitenden Schiffes flügellahm gefangenen Albatros (Der Albatros). Das ist zugleich die Situation des Menschen, dem in der Ikarischen Klage „die Arme zerbrach [s]ein Griff nach Wolken und Firnen“. Dieses Ikarus-Motiv wird in vielen Bildern variiert, z. B. in der hinabreißenden Lawine (Die Lust auf das Nichts), dem Wasserstrahl eines Springbrunnens (Der Wasserstrahl): „Und sterbend dann wie eine Welle Von müder Sehnsucht sich ergießt, Die in unmerklichem Gefälle Zum Grunde meines Herzens fließt“ oder in dem aus dem Pariser Käfig ausgebrochene Schwan, der „Am Pflaster blutig rieb der Füße Fächerzier“, dessen „Schwingen weiß über den Schotter krochen“ und der „sprach, das Herze voll vom See, der es gewiegt: ‚Wann regnest du Wasser, du? Und, Blitz, wann fährst du nieder?‘“ (Der Schwan)
Eros und Tod
Trost für sein Leiden am Leben, aber zugleich die Leidverstärkung, findet der Sprecher immer wieder in erotischen Beschreibungen oder Phantasiebildern: Die himmlische bzw. höllische Schönheit einer jungen Frau (Das schöne Schiff, Hymne an die Schönheit), ihre, der Königin der Sünde, berauschende Anziehungskraft (Das Haar, Fremdländischer Duft) ihren geschmeidigen Leib (Die Schlange im Tanze), das tiefe Versinken in ihr schönes Auge und das „schlummernd[e] [W]eilen im Schatten [ihrer] Wimpern“ (Semper eadem), ein Liebeserlebnis (Gesang am Nachmittag, Der Balkon). Er betäubt sich im sexuellen Rausch, wenn er „in der Nacht im Halle der Glocke der Lüste zur Schatzkammer deiner Brüste“ sich schleichen möchte „in feigem Bedacht“ (Der Allzufröhlichen). Oder er sucht des „Bettes Abgrund“, um sein „Weinen zu ertränken“: „Aus deinem Mund kann ich Vergessen saugen, in deiner Küsse Lethe stirbt das Denken“ (Lethe). Die „am Leib nur ihr klingendes Geschmeide“ tragende „teure Frau“ verzückt ihn mit ihrem „Siegerblick“ und drängt seine Seele „vom Kristallgebirg“, wo sie sich in Einsamkeit erging und lauschte reinen Chören (Das Geschmeide). Diese Flucht aus der Realität durch Eintauchen in die dunklen Schichten wird zu einer Sucht, sich „in den Gewölben unlotbarer Trauer“ (Ein Traumbild) und auf des „Wahnsinns Tummelplätzen“ zu verlieren (Der Besessene), ist aber auch verbunden mit der Angst vor der Unersättlichkeit (Sed non satiata): „Nie werden diese Schönen […] Ein Herz befriedigen, das wie das meine schlägt“. Sein Herz, „so tief wie tiefe Schlünde“ bedarf einer „Lady Macbeth“ mit ihrem „Herz mit Kraft zur Sünde“ (Das Ideal). Er sucht eine „junge[…] Riesin“ aus der Urzeit, „da noch von Säften schwoll die Welt“ (Die Riesin).
Oft ist „nur Maske, Zierat zum Bestechen, Dies Angesicht, das süße Fratze helle küsst“ und dahinter verborgen sind der „Tränen Fluss […] weil einer Leben ihr verlieh“ (Die Maske). Auch verbinden sich die erotischen Bilder mit denen des Todes: „Und Pfühle werden sein so tief wie Grüfte“, „Bei eines Abends rosig blauen Gluten Wird zwischen uns ein einig Blitzen fluten Wie lang Geschluchz, von Abschiedsgrüßen schwer“ (Der Tod der Liebenden). Andererseits verwandelt sich eine „wie die Schlange“ windende Frau „im hellen Licht“ zur bluttrinkenden Gliederpuppe, die zum Gerippe zerfällt (Die Verwandlung des Vampyrs). Diese „Verlorene[n], vom Leben Abgeirrten[n]“ ruft der Sprecher auf, zu fliehen, „was ihr ungrenzbar in euch tragt“ (Frauen in Verdammnis). Auf den Rausch folgt die Ernüchterung und das Schuldgefühl. So führt die „Gewissensforschung um Mitternacht“ zum Geständnis der sündigen Triebe: „Die Ketzerlitanei geleiert“, „Jesus Christus bedreckt“, „So wert der Hölle Ritterschlag“, „Der Riesin Dummheit angeschmachtet“, „Geküsst […] Der Stoffwelt stumpfes Angesicht“, „Getrunken ohne Durstes Zwang!...[…] uns bang In Finsternissen zu verstecken!“ Neben ihm „wiegelt rastlos Satan“: Er erregt seine „Sündengier“ nach „verführerischen Frauen“ und „Tränke[n] voller Schmach und Grauen“ (Die Vernichtung). Einem Marienbild, für das er „einen Altar in den Klüften [s]einer Qual“ gebaut hat, gibt er die „Urweltgrausamkeit der Liebe bei[…]“, indem er, „o schwarze Lust“, sieben Messer in ihr Herz schleudert (Auf ein Marienbild).
Auf den Straßen der Großstadt
Während alle Abschnitte der Gedichtsammlung die existentielle Situation des Menschen behandeln, fokussieren die Pariser Bilder auch die soziale Frage. Bei seinen Gängen durch Paris findet der Dichter in den mitleiderregenden Existenzen Zeugnisse für seinen Weltschmerz. Dies zeigt bereits die düstere Atmosphäre der Stadt „Gewimmels voll […] wo hell am Tage das Gespenst den Gänger greift“, „wo alles, selbst das Grauen, ein Zauberhauch umwittert“. „In dieser alten Städte winkeligen Falten […] folg ich, von meinem bösen Wollen angehalten, seltsamen Wesen, so bezaubernd wie verwittert“. Es sind die Figuren am unteren Rand der Gesellschaft, z. B. ein zerlumpter Greis, bei dessen „Anschaun ganz allein müssten die Gaben schneien“ (Die sieben Greise), ein „Mädchen weiß im Rotgelock, Deren schlimm zerfetzter Rock Sehn lässt alle Armut schier Und Schönheit mir“ (An eine rothaarige Bettlerin), die Blinden, deren „trübes Sternepaar […] Gottes Lichts beraubt, zum Himmel“ starren, „wie nach fernen Dingen“ (Die Blinden). Im Frost der Lumpenpracht verschlissenen Kleids von Seide […] schleppen sich Greisinnen hin, „vom bösen Wind getrieben“: „Es sind die Ungestalten einmal Fraun gewesen […] Lasset sie uns lieben, Die Buckligen: sie sind noch Seelen, diese Wesen“. „Ihr schämet euch, dass es euch gibt, verschrumpfte Schatten!“ (Die Greisinnen) Umgeben von „des alten Hurenvolks so muntern Totentanz girren Im „schwarze[n], Bild das [er] zur Nacht im Traume Sich breiten sah“, in „welker Stühle Polstern Kurtisanen […] mit dunklem Schmeichelblick, der bannt, sie sind verblüht“. In diesem Spielhaus vergnügt sich das „arme Volk[…]“, das trunken durch sein Blut im Grunde nur lieber leidet Am Schmerze als am Tod, an Höllen als am Nichts!“ (Das Spiel) Eine extreme Aggression gegenüber Frauen gestaltet das Gedicht Eine Blutzeugin: die Beschreibung des Mordzimmers und des Leichnams nach einem Lustmord.

## Entstehung

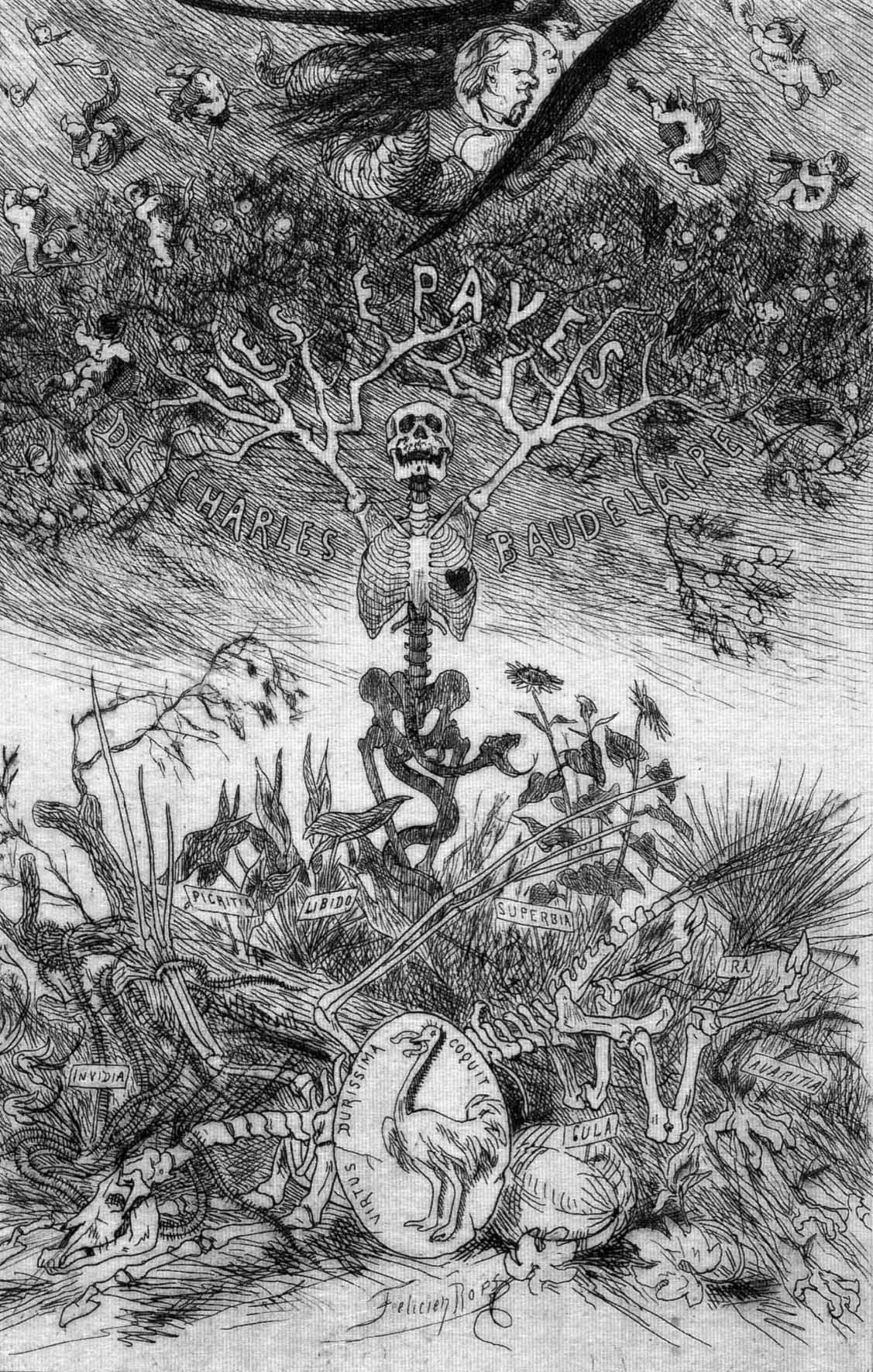
Frontispiz der Sammlung Les Épaves mit den sechs zensierten Gedichten der Erstausgabe. Symbolisiert wird der aus den sieben Todsünden erwachsende Verfall der Menschheit (1866).

Die Datierung der einzelnen Gedichte ist umstritten oder unmöglich. Aufgrund der Zeugnisse von Bekannten und Freunden Baudelaires wird angenommen, dass die meisten Texte der ersten Ausgabe zwischen 1840 und 1850 entstanden sind. Fast die Hälfte der Gedichte in der Erstausgabe war schon zuvor veröffentlicht worden, 1851 elf Stücke unter dem Titel Les Limbes (dt. Vorhölle, Zwischenwelt, Schwebezustand) und 1855 weitere 18 Stücke in der Revue des Deux Mondes. Diese Publikation trug bereits den späteren Titel Les Fleurs du Mal, der allerdings von dem Kritiker Hippolyte Babou stammte. Baudelaire hatte ursprünglich neben Les Limbes (den später das 1852 erschienene Werk des Schriftstellers Georges Durand trug) auch den Titel Les Lesbiennes (dt. Die Lesbierinnen) ins Auge gefasst, der bereits in einer nicht realisierten Publikationsankündigung von 1845 erwähnt wurde.
Die Erstausgabe gelangte in einer Auflage von rund 1100 Exemplaren am 25. Juni 1857 in den Verkauf. Bereits am 7. Juli 1857 leitete die Staatsanwaltschaft eine Strafverfolgung wegen Gotteslästerung und Beleidigung der öffentlichen Moral ein. Der letzte Vorwurf war im Februar des gleichen Jahres bereits gegen Gustave Flaubert bezüglich seines Romans Madame Bovary erhoben worden. Am 20. August 1857 verurteilte das Gericht Baudelaire gemäß dem zweiten Anklagepunkt zu einer Strafe von 300 Francs. Eine Geldbuße erhielt zudem sein bevorzugter Verleger, Auguste Poulet-Malassis. Sechs inkriminierte Gedichte – Lesbos, Femmes damnées, Le Lèthe, À celle qui est trop gaie, Les Bijoux, Les Métamorphoses du vampire – mussten aus den Fleurs du Mal entfernt und durften nicht weiter veröffentlicht werden. Durch einen Brief an Kaiserin Eugénie mit der Bitte um Weiterleitung an den Justizminister erreichte Baudelaire 1858 eine Reduzierung der Strafe auf 50 Francs. Das Urteil wurde 1949 formal aufgehoben.
Das Vorhaben einer zweiten Ausgabe entwickelte Baudelaire ab Ende 1857, da die urteilsbedingte Zensur die Komposition der Erstausgabe schwer beschädigt hatte und er ohnehin mit der Publikation nicht zufrieden gewesen war. Am 9. Februar 1861 erschien die zweite Fassung der Fleurs du Mal in 1500 Exemplaren, ohne die sechs zensierten, aber mit 32 weiteren, seit 1857 an anderer Stelle publizierten Gedichten und unter inhaltlicher Neuordnung. Baudelaire bezeichnete dieses Buch im Gegensatz zu anderen, von ihm im Nachhinein stark kritisierten eigenen Werken als „beinahe wohlgeraten“.
In Brüssel, wo die französische Justiz keinen Zugriff hatte und wohin Poulet-Malassis vor drohenden Geld- und Haftstrafen geflüchtet war, bemühte sich Baudelaire um eine vollständige Neuausgabe der Fleurs du Mal als édition définitive, scheiterte aber mit diesem Vorhaben. 1866 erschien in einer Liebhaberausgabe die Sammlung Les Épaves (dt. Strandgut) mit den sechs zensierten Gedichten und 17 neuen. Das Frontispiz zeigte ein Bild Félicien Rops’, das wahrscheinlich einen von Félix Bracquemond für die zweite Ausgabe geschaffenen, aber nicht verwendeten Entwurf zum Vorbild hatte. Auch diese Publikation wurde in Frankreich strafrechtlich verfolgt. Nach Baudelaires Tod gab Théodore de Banville auf der Grundlagen von schwer interpretierbaren Notizen des Dichters eine um weitere 25 Gedichte ergänzte Neufassung heraus, darunter elf aus den Épaves und dreizehn anderweitig veröffentlichte. Diese Ausgabe erschien im Dezember 1868 als erster Band der Œuvres complètes. 1869 kam in Brüssel ein Complément aux Fleurs du Mal de Charles Baudelaire heraus, das die weiterhin verbotenen und die nicht aufgenommenen Stücke der Épaves enthielt. Da die postumen Ergänzungen, bzw. Einschübe in Baudelaires originale Anordnung, mittlerweile als wenig gelungen oder gar als missglückt betrachtet werden, gilt für die Literaturkritik spätestens seit der maßgeblichen Neuedition der Œuvres complètes von 1975 die Fassung von 1861 mit einem Anhang der zensierten und späteren Gedichte als Referenz.
Eine illustrative Umsetzung geschah 1900 durch den Symbolisten Carlos Schwabe.

## Rezeption

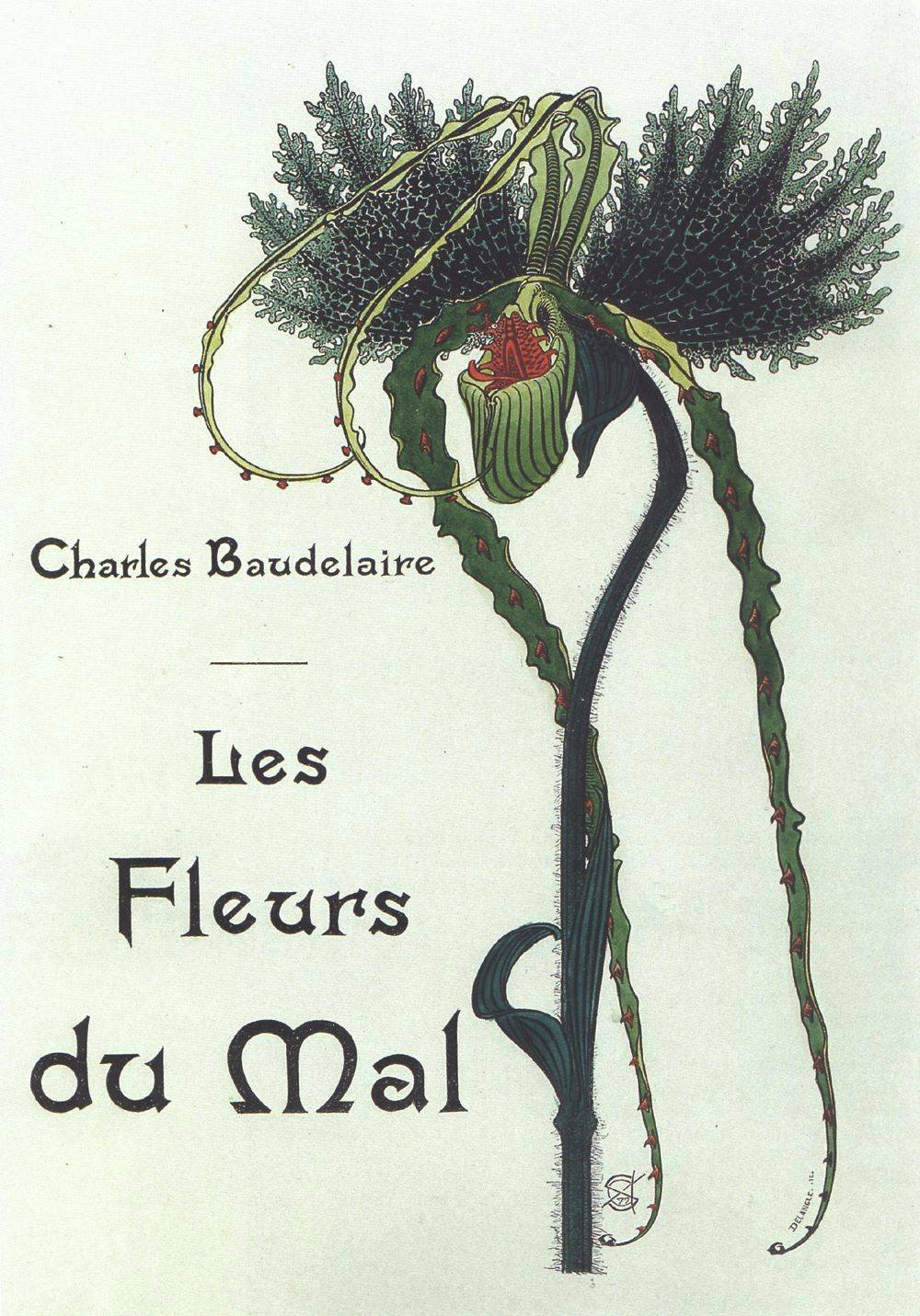
Titelillustration von Carlos Schwabe (1900)

Victor Hugo schrieb kurz nach Erscheinen der Erstausgabe, am 30. August 1857, Baudelaire einen begeisterten Brief: « Vos fleurs du mal rayonnent et éblouissent comme des étoiles. Continuez. Je crie bravo de toutes mes forces à votre vigoureux esprit. » (deutsch: „Ihre Blumen des Bösen strahlen und funkeln wie Sterne. Machen Sie weiter so. Ich rufe Ihrem energischen Geist mit aller Kraft ein Bravo zu.“) Es wurden positive Rezensionen geschrieben, etwa von Jules Amédée Barbey d’Aurevilly, doch kam auch Kritik auf wie im Figaro. Neben den strafrechtlich verfolgten Vorwürfen stand Baudelaire unter dem Verdacht sozialistischer Neigungen wegen des unverkennbar zeitkritischen Tonfalls seiner Gedichte und der politischen Positionierung seines Verlegers Poulet-Malassis. Insgesamt war die öffentliche Reaktion verhalten; dem tonangebenden Juste Milieu des Zweiten Kaiserreiches blieben Autor und Werk suspekt, ebenso linken Kreisen, die in den Gedichten jeden politischen Protest vermissten. Im Februar 1866 bezeichnete Baudelaire Les Fleurs du Mal, die nur einem kleinen Leserkreis bekannt waren, als „vergessenes Buch“.
Seine Wirkung entfaltete Les Fleurs du Mal erst in der eine Generation jüngeren symbolistischen und impressionistischen Dichtung Arthur Rimbauds, Paul Verlaines und Stéphane Mallarmés, als diese nach 1880 aus dem Schatten Victor Hugos traten. Die erste deutsche Teilübersetzung stellte Stefan George 1891 in einer faksimilierten Handschrift von 25 Exemplaren her. Die Tragweite der Fleurs du Mal zeigte sich schließlich an der Wende zum 20. Jahrhundert, als ein Paradigmenwechsel in der Lyrik evident wurde: Der Lyriker erscheint von da an typologisch als am Rand der Gesellschaft stehender Poète maudit (dt.: verfemter Dichter), welcher der Vulgarität der Welt leidenschaftliche Verachtung und Widerrede entgegenstellt und deren Erscheinungen (Anonymität der Massengesellschaft, Anti-Natur der Großstadt) thematisiert.
Walter Benjamin arbeitete seit 1914 an einer Übersetzung der Les Fleur du Mal, die er 1923 bei Richard Weissbach in Druck gab. Dieser Band erschien unter dem Titel Tableaux Parisiens mit der Vorrede Die Aufgabe des Übersetzers. Vier weitere Gedichtübertragungen Benjamins aus diesem Zyklus publizierte Franz Hessel in seiner Zeitschrift Vers und Prosa.
1977 bezog sich der Schriftsteller und Zeichner Robert Gernhardt mit seiner Sammlung von Nonsensgeschichten unter dem Titel Die Blusen des Böhmen scherzhaft auf Les Fleurs du Mal, indem er einen Schüttelreim aus der deutschen Übersetzung des Titels bildete.

## Ausgabe
- Claude Pichois (Hrsg.): Charles Baudelaire: Œuvres complètes. Gallimard, Paris 1975. Kommentierte Gesamtausgabe

## Übersetzungen ins Deutsche
- Die Blumen des Bösen. Umdichtung Stefan George. Bondi, Berlin 1901 u.ö. Reprint Tredition, Hamburg 2013 ISBN 978-3-8472-4351-9[5]
- Die Blumen des Bösen. Übers. Wolf von Kalckreuth. Vignetten, Einbandschmuck Heinrich Wilhelm Wulff. Insel, Leipzig 1907; wieder Anaconda, Köln 2009 (auch digital durch die University of Virginia)
- Die Blumen des Bösen. Eine Anthologie deutscher Übertragungen. Hrsg. und Vorwort Erich Oesterheld. Vorrede Baudelaires. Verlag Oesterheld, Berlin 1908 u. ö.
- Die Blumen des Bösen. Übers. Otto Hauser. Reihe: Aus fremden Gärten, 62/63. Alexander Duncker, Weimar 1917
- Die Blumen des Bösen. Übers. Terese Robinson. Nachw. Hans-Horst Henschen. Reihe detebe-Klassiker, 20999. Diogenes, Zürich 1982 (Die Übers. zuerst 1925)[6]
- Die Blumen der Verworfenheit. Nachdichtungen von Carl Fischer. Verlag Johann Bachmair, Söcking 1949 (zweisprachig)
- Die Blumen des Bösen. Übers. Carlo Schmid. Reihe: Goldmanns gelbe Taschenbücher, 535. Goldmann, München 1959; wieder Insel, Frankfurt 1976
- Die Blumen des Bösen. Übers. Friedhelm Kemp. dtv, München 2004 (zuerst: Fischer Bücherei, Hamburg 1966) ISBN 3-423-12349-4[7]
- Les Fleurs du Mal. Die Blumen des Bösen Vollst. rev. Übers. Monika Fahrenbach-Wachendorff.[8] Anmerkungen Horst Hina. Nachwort, Zeittafel Kurt Kloocke. Reclams Universalbibliothek 9973. Gegenüber der EA rev. Ausg. Reclam, Stuttgart 2011 (EA ebd. 1980) ISBN 978-3-15-010797-3 (zweisprachig; je nach Aufl. untersch. Einbände)
- Übers. Simon Werle: Les Fleurs du Mal. Die Blumen des Bösen. Gedichte. Rowohlt, Reinbek 2017 ISBN 978-3-498-00677-8 (zweisprachig) Eugen-Helmlé-Übersetzerpreis 2017